# La flotta degli invincibili
La flotta degli invincibili è una raccolta di romanzi storici di Simon Scarrow, facente parte di un ciclo ambientato nel 25 d.C.
Fa parte della serie Pirata e comprende tutti i cinque titoli precedenti, The Black Flag (2019), The Gates of Stone (2019), Hunters of the Sea (2019), Sea of Blood (2019), The Pirate Chief (2019).
La raccolta è stata pubblicata in Italia nel maggio del 2020 dalla casa editrice Newton Compton.

## Trama

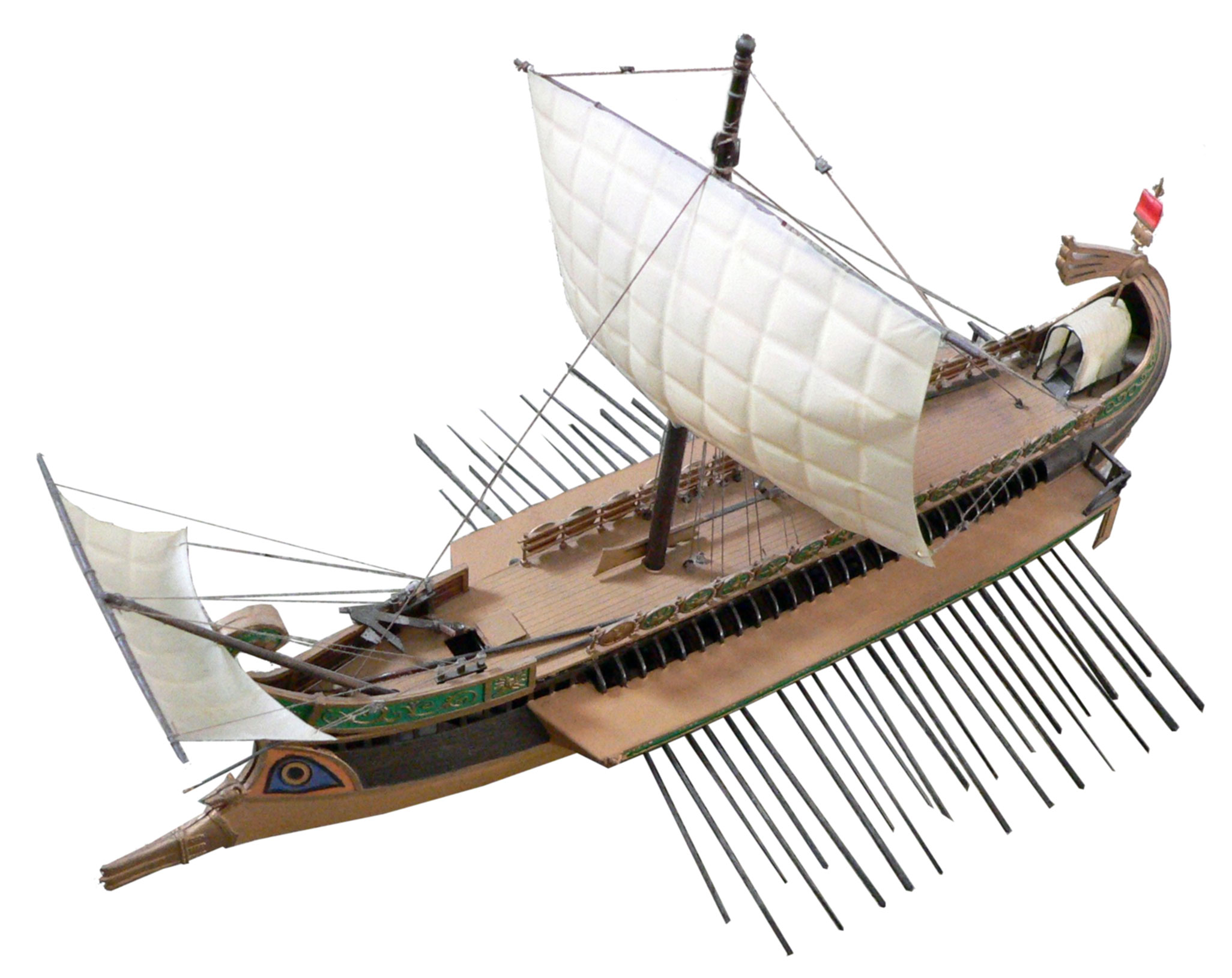
Trireme romana. I pirati dell'Adriatico utilizzavano spesso le triremi o versioni leggermente più piccole

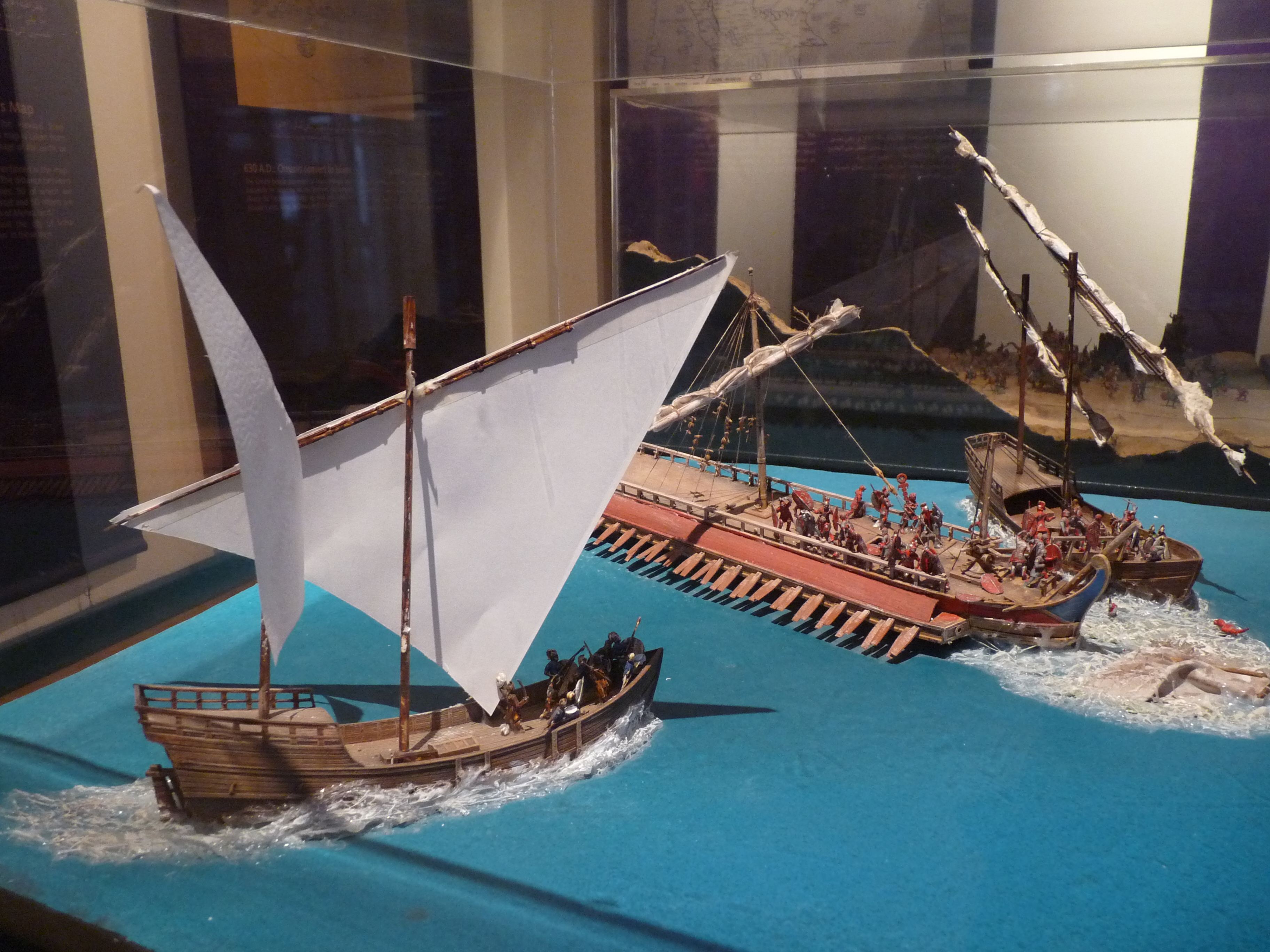
Ricostruzione di uno scontro tra classiari romani e pirati del mar Rosso

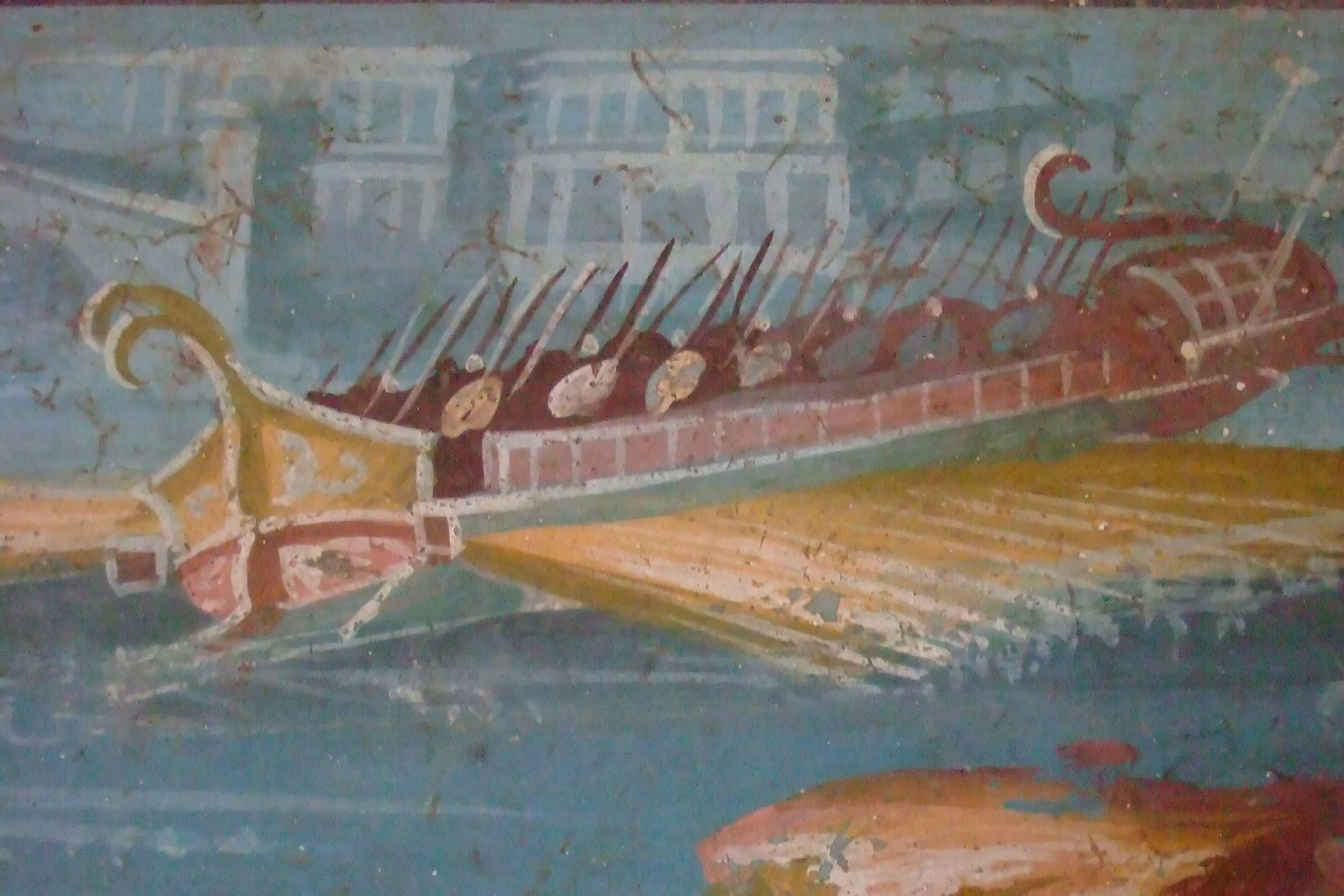
Affresco di una trireme romana rinvenuto nel tempio di Iside a Pompei

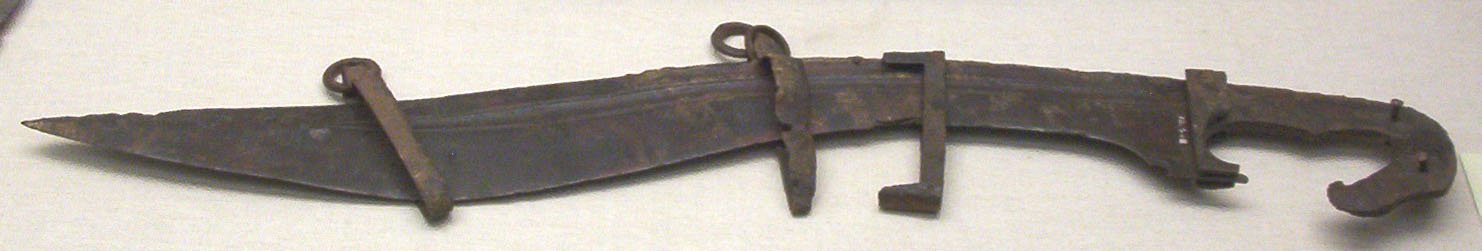
Spada falcata iberica del 200 a.c., è la spada ricurva utilizzata con destrezza da Telemaco nel romanzo

Nel 25 d.C., dodicesimo anno del regno dell'Imperatore Tiberio, il giovane Telemaco, dopo aver salvato la vita a Clemeste, comandante della nave mercantile Selene, viene invitato da questi a unirsi all'equipaggio. Telemaco quindi cambia radicalmente vita dopo aver passato anni di stenti tra i vicoli di Atene.
Mentre la Selene è in navigazione nel mare Adriatico verso la città di Salona, una nave pirata intercetta il mercantile e mentre ormai si sta apprestando all'abbordaggio, Telemaco, che era stato messo al timone non essendo utile nell'imminente corpo a corpo con i pirati, compie un'abile manovra speronando la nave dei pirati e costringendola alla fuga.
Pochi giorni dopo la nave del comandante Clemeste viene assalita nuovamente dai pirati guidati dal comandante Bulla, questa volta non vi sono vie di scampo, i marinai si difendono fino allo stremo e lo stesso Telemaco uccide abilmente diversi pirati. I pochi marinai superstiti vengono costretti a unirsi alla ciurma di Bulla e Telemaco cambia per la seconda volta vita.
Telemaco comincia a rendersi sempre più utile, nella sua nuova veste di pirata, e riesce a mettersi in mostra durante l'assalto vittorioso che Bulla porta alla base di Petrapylae del pirata Nestore. La strategia per assaltare la ben difesa base dei pirati rivali viene proposta a Bulla da Telemaco, e dopo che la missione si chiude con un clamoroso successo, il comandante prende in simpatia il giovane e lo nomina suo luogotenente affidandogli il comando della Galatea, una delle navi catturate al pirata Nestore.
Telemaco al comando della sua prima nave viene mandato nella zona a nord della base, in cerca di prede. Riesce a impossessarsi di diversi mercantili fino a quando, tradito dal suo pari grado Ettore, finisce in un'imboscata tesa dalla marina romana. Telemaco riesce a evitare l'arresto fingendosi lui e l'equipaggio dei tranquilli pescatori, e il prefetto Caio Munnio Cane gli crede e lo lascia libero di proseguire. Rientrato alla base il giovane denuncia immediatamente il tradimento subito al capitano Bulla, che decide di risolvere la questione con un duello all'ultimo sangue tra Telemaco ed Ettore. Telemaco riesce a uccidere Ettore in duello e Bulla lo nomina suo secondo.
Bulla decide di riprendere la caccia ai mercantili con la Tridente di Poseidone, ma questa volta punta al basso Adriatico, essendo venuto a sapere che a nord i Romani hanno intensificato le scorte ai convogli. Dopo pochi giorni di caccia Bulla e Telemaco incontrano un'altra nave pirata, la Pegaso, comandata dal temibile Agrio, di comune accordo i due comandanti decidono che anziché scontrarsi, con il rischio di subire gravissime perdite, è preferibile unirsi per creare una flotta pirata formidabile.
Dopo alcuni mesi di abbordaggi e assalti compiuti in coppia con i pirati di Agrio, dopo aver tenuto in scacco non solo le sponde orientali ma anche quelle dell'Italia meridionale, Telemaco viene a sapere che qualcuno ha segnalato ai Romani chi è suo fratello. Il prefetto Cane ha fatto imprigionare il fratello di Telemaco e diffuso dei dispacci, in tutti i porti dell'Adriatico, in cui minaccia di crocifiggere il ragazzo se Telemaco non si consegnerà.
Telemaco decide che il suo obiettivo sarà quello di liberare il fratello, ma prima deve continuare a seguire i due capitani, Bulla e Agrio, che nel frattempo hanno deciso di alzare la posta e attaccare le coste dell'Italia tra Ancona e Ariminum. L'impresa è ardua e una tempesta la rende ancora più difficile dividendo le due navi che si perdono di vista. Bulla decide di ritornare alla base concordata con Agrio come punto di riferimento per una situazione del genere, qui invece di veder ritornare Agrio, vengono assaliti dalla flotta romana con a capo la Pegaso, evidentemente catturata in precedenza.
Telemaco riesce, con uno stratagemma, a portare in salvo la nave e parte dell'equipaggio, ma il capitano Bulla è ferito gravemente e le perdite sono ingentissime. Rientrati alla base di Petrapylae Bulla in punto di morte nomina Telemaco nuovo comandante, non senza creare dei dissapori tra i pirati veterani.
Telemaco nella nuova veste di capitano riorganizza subito la base e cerca nuove reclute, quindi convoca tutti i capitani pirati dell'Adriatico per tentare di convincerli ad unirsi per sconfiggere i romani loro comune nemico. Nell'assemblea organizzata a Petrapylae, inaspettatamente, si presentano tutti i comandanti delle bande piratesche che operano nell'Adriatico, tra cui i più feroci e noti come Critone della nave Lico, Birria della nave Olimpia, Genzio della nave Achille, Scilla e Perimede. Anche se in un primo momento i capitani sono perplessi dalla giovane età di Telemaco alla fine aderiscono tutti alla nuova alleanza piratesca.
Come obiettivo Telemaco ha la distruzione di parte della flotta romana nel porto militare di Ravenna, e per attirare lontano il grosso della flotta, assale saccheggiando ed uccidendo la guarnigione, il porto di Senia dove cattura alcune navi tra cui una bireme. Proprio utilizzando questa bireme riesce a cogliere di sorpresa la guarnigione del porto di Ravenna seguito dalle navi degli altri capitani pirata.
L'assalto alla base di Ravenna raggiunge tutti gli obiettivi, distruzione di parte della flotta, distruzione della base navale e liberazione del fratello di Telemaco. Quando i pirati si apprestano a salpare per lasciare Ravenna vengono assaliti dalla flotta del prefetto Cane ma Telemaco e gli altri comandanti pirata, anche se al prezzo di centinaia di perdite, riescono ad affondare la nave ammiraglia, uccidere Cane e catturare alcune biremi.
Ottenuta una vittoria clamorosa sulla flotta romana, che mai si sarebbero aspettati nei mesi precedenti, Telemaco rientra alla base segreta di Petrapylae con gli altri comandanti ed i superstiti e viene acclamato quale comandante della flotta dei pirati uniti dell'Illiria.

## Personaggi
- Telemaco: orfano greco, catturato dai pirati, dei quali diverrà abile guida e comandante.
- Caio Munnio Cane: prefetto della flotta di Ravenna.
- Clemeste: capitano della nave mercantile Selene.
- Leito: secondo di bordo della Selene.
- Geras: marinaio della Selene.
- Sileo: marinaio della Selene.
- Dimeto: timoniere della Selene.
- Bulla: pirata, capitano della nave Tridente di Poseidone.
- Ettore: pirata, secondo di bordo della Tridente di Poseidone.
- Castore: pirata, quartiermastro della Tridente di Poseidone.
- Scirone: pirata, esperto torturatore della Tridente di Poseidone.
- Longaro: pirata, vedetta della Tridente di Poseidone.
- Virbio: pirata, marinaio esperto della Tridente di Poseidone.
- Basso: pirata, lottatore tracio agli ordini di Telemaco e in precedenza del comandante pirata Nestore.
- Proculo: pirata, carpentiere della Tridente di Poseidone.
- Lastene: pirata della Tridente di Poseidone.
- Calcante: pirata, timoniere della Tridente di Poseidone.
- Nestore: comandante della più temuta flotta di pirati dell'alto Adriatico.
- Aminta: secondo di bordo della nave mercantile Artemide.
- Agrio: pirata, capitano della nave Pegaso.
- Critone: pirata, capitano della nave Lico.
- Birria: pirata, capitano della nave Olimpia.
- Genzio: pirata, capitano della nave Achille.
- Nereo: fratello maggiore di Telemaco.

## Edizioni
- Simon Scarrow, La flotta degli invincibili, traduzione di Micol Cerato, collana Nuova Narrativa Newton, Newton Compton, 28 maggio 2020,  p. 384, ISBN 978-88-227-3918-6.
- Simon Scarrow, La flotta degli invincibili, traduzione di Micol Cerato, collana Gli Insuperabili Gold, Newton Compton, 23 settembre 2021,  p. 384, ISBN 978-88-227-5298-7.

## Analisi
- La serie Pirata ha preso spunto dalle vicende narrate nella serie Eagles of the Empire nel romanzo La profezia dell'aquila, ambientato nel 45 d.C., dove Telemaco, ormai pirata veterano, si scontrerà con Catone e Macrone aiutato anche dal figlio Aiace. Il figlio di Telemaco, Aiace, incontrerà nuovamente i due centurioni nei romanzi consecutivi Il gladiatore e La legione. Pertanto La flotta degli invincibili risulta un prequel, non solo di La profezia dell'aquila, ma cronologicamente, di tutta la serie Eagles of the Empire.
- Nella versione italiana pubblicata a maggio 2020, per un refuso di stampa, o errore di traduzione, all'inizio del romanzo viene riportata la data "25 a.C." anziché quella esatta "25 d.C.", peraltro riportata correttamente sulla bandella di copertina.
- Per realizzare questo romanzo, e quindi anche per tutta la serie Pirata, Scarrow si è avvalso della collaborazione di T. J. Andrews.[4]